# Gaia Celestial Reference Frame
Gaia Celestial Reference Frame, abgekürzt GCRF oder Gaia-CRF ist der Name von Katalogen von Quasaren und aktiven galaktischen Kernen, die aus den Daten der Gaia-Mission gewonnen wurden. Bis 2021 wurden bereits drei Versionen des GCRF als Teile der Gaiakataloge veröffentlicht. Aktualisierte Versionen werden mit Gaia DR4 und Gaia DR5 erwartet.
Die Objekte des GCRF sind sehr hell und dabei sehr weit entfernt, sodass eine Eigenbewegung und Parallaxe dieser Objekte nicht mehr messbar ist und daher nahe null angenommen wird. Somit bilden sie einen nicht-rotierenden Bezugsrahmen für die Messungen der Sternpositionen. Nullpunkt für dieses Messsystem ist das Baryzentrum des Sonnensystems, die Rotationsachse ist gegenüber diesen weit entfernten Objekten fest und stimmt mit der des International Celestial Reference Frame (ICRF) überein. Die Positionsdaten von ICRF stammen von Radioquellen, die in einem zeitaufwendigen Verfahren mittels Very Long Baseline Interferometry mit Radioteleskopen in verschiedenen Frequenzbändern sehr präzise vermessen wurden. Gaia hingegen erfasst diese Objekte im optischen Bereich, wenn sie in diesem Spektralbereich hell genug sind. Gaia kann anhand der fotometrischen Daten und Spektren Quasare anhand ihrer verbreiterten Emissionslinien eindeutig identifizieren und von anderen punktförmigen Lichtquellen unterscheiden.

## GCRF1
Der Gaia-DR1-Katalog vom 14. September 2016 enthält im Unterkatalog Gaia Celestial Reference Frame 1 oder GCRF1 oder Gaia-CRF1 die Positionen von 2152 ICRF2-Quasaren. Diese Quasare bildeten den ersten Bezugsrahmen für die Gaia-Mission. Für diesen Katalog wurden Entsprechungen des ICRF-Katalogs ausgewählt.
Die G-Magnituden dieser Quasare reichen von 12,4 bis 21,0, wobei die überwiegende Mehrheit zwischen 17 und 20 liegt. Die optischen Positionen erreichen eine Genauigkeit von ~0,25 mas bei G < 17 und wachsen mit zunehmender Magnitude auf einige mas bei G = 20. Insgesamt wurde eine sehr gute Übereinstimmung zwischen den Radiopositionen und den optischen Positionen festgestellt. Die Abweichung ist < 1 mas für 44 % und < 10 mas für 94 % der Objekte.
- G < 17: ~ 0,25 mas
- G = 20: ~ 10 mas

## GCRF2
Der Gaia Celestial Reference Frame 2, abgekürzt GCRF2 oder Gaia-CRF2 ist ein Ergebnis der Gaia-Mission und ist ein Unterkatalog von Gaia DR2, veröffentlicht am 25. April 2018. GCRF2 enthält die Positionen von 556.869 Quasaren mit G-Magnitude von ≃ 16 bis 21.
Für GCRF2 wurde der Bezugsrahmen mit einer Vorabversion von ICRF3 abgeglichen. ICRRF3 wurde in seiner endgültigen Fassung erst einige Monate nach Gaia DR2 am 30. August 2018 veröffentlicht. Eine Teilmenge von 2820 gemeinsamen Objekten stimmt in der Position mit der Vorabversion von ICRF3 gut überein. GCRF2 erreichte im optischen Bereich eine Genauigkeit in den Positionen, die vergleichbar mit den Objekten des ICRF3 ist, enthält jedoch sehr viel mehr Objekte. GCRF2 ist damit der erste optische Bezugsrahmen, der den theoretischen Ausführungen des International Celestial Reference Systems genügt.
GCRF2 ersetzte den Hipparcos Celestial Reference Frame (HCRF), den bis dahin genauesten optischen Bezugsrahmen, der vom Astronomiesatelliten Hipparcos geliefert worden war.
Die Quasare von GCRF2 sind relativ gleichmäßig über den Himmel verteilt, jedoch mit ungefähr 10 bis 50 Quasaren pro Quadratgrad mehr als 100-mal dichter als die des ICRFs. In der galaktischen Ebene jedoch fehlen sie ganz, da sie von der galaktischen Scheibe im optischen Bereich verdeckt werden.
Im Gegensatz zu den anderen Objekten wurden die Quasare von Gaia DR2 nicht anhand der fotometrischen Daten, sondern noch anhand von bestehenden Katalogen identifiziert und abgeglichen. Für den Abgleich wurden die Vorabversion von ICRF3 und der 1,4 Millionen Objekte enthaltende AllWISE-AGN-Katalog verwendet, der aktive galaktische Kerne sichtbar im mittleren Infrarot-Bereich bis zu einer Magnitude von 26 verzeichnet. Für ungefähr die Hälfte der Objekte konnte Gaia bisher mindestens einmal eine Entsprechung im optischen Bereich finden.

### Unsicherheiten
- G < 18: 0,12 mas
- G < 20: 0,5 mas
- G ≥ 20: 0,8 mas
- systematische Unsicherheit 20–30 μas[4]

## GCRF3
Der Gaia Celestial Reference Frame 3, abgekürzt GCRF3 oder Gaia-CRF3 mit 1.614.173 extragalaktischen Objekten bildet den optischen Bezugsrahmen für die Gaia EDR3 und Gaia DR3 Kataloge. Es ist bisher der größte Katalog von Quasaren im optischen Bereich. Insgesamt ergibt sich eine durchschnittliche Dichte von 30 Quasaren pro Quadratgrad. Bisher sind noch keine Quasare aus dem Bereich der galaktischen Ebene enthalten.
GCRF3 enthält 2.269 Objekte aus dem ICRF3. Der Bezugsrahmen GCRF3 wurde anhand dieser Objekte am ICRF3 ausgerichtet. 429.249 Objekte aus GCRF3 wurden benutzt, um die restliche Rotation soweit möglich zu entfernen. Die Zahl der ICRF3 Objekte ist im dritten Gaiakatalog kleiner als im zweiten, weil nur Objekte mit fünf Parametern dafür ausgewählt wurden.
- Übereinstimmung mit ICRF3: 0,01 mas bei G = 19
- Rotation gegenüber ICRF3: 0,01 mas/Jahr bei G = 19[5]

Auch die Quasare des GCRF3 wurden noch durch den  AllWISE-AGN-Katalog abgeglichen. Spätere Versionen des Gaia Celestial Reference Frame sollen alle Quasare innerhalb des Magnitudenlimits direkt anhand ihrer fotometrischen Daten identifizieren, sodass der Abgleich mit ICRF und dem AllWISE-AGN-Katalog entfällt.